# Cyathea alata
Cyathea alata är en ormbunkeart som först beskrevs av Fourn., och fick sitt nu gällande namn av Edwin Bingham Copeland. Cyathea alata ingår i släktet Cyathea och familjen Cyatheaceae. Inga underarter finns listade.